# Namibia na Letnich Igrzyskach Olimpijskich 2016
Namibię na Letnich Igrzyskach Olimpijskich 2016 w Rio de Janeiro reprezentowało 10 sportowców. Był to siódmy start Namibii na letnich igrzyskach olimpijskich.

## Reprezentanci

### Boks
| Zawodnik           | Konkurencja                | 1/16                 | 1/8                  | Ćwierćfinały     | Półfinały        | Finał            | Finał   |
| Zawodnik           | Konkurencja                | Przeciwnik Wynik     | Przeciwnik Wynik     | Przeciwnik Wynik | Przeciwnik Wynik | Przeciwnik Wynik | Pozycja |
| ------------------ | -------------------------- | -------------------- | -------------------- | ---------------- | ---------------- | ---------------- | ------- |
| Mathias Hamunyela  | papierowa (do 49 kg)       | Rüfət Hüseynov W 3-0 | Byrżan Żakypow P 0-3 | NQ               | NQ               | NQ               | 9.      |
| Jonas Junias Jonas | lekkopółśrednia (do 64 kg) | Hassan Amzile P 0-3  | NQ                   | NQ               | NQ               | NQ               | 17.     |

### Kolarstwo

#### Kolarstwo górskie
| Zawodniczka      | Konkurencja       | Czas     | Pozycja  |
| ---------------- | ----------------- | -------- | -------- |
| Michelle Vorster | cross-country (k) | + 2 okr. | + 2 okr. |

#### Kolarstwo szosowe
Mężczyźni
| Zawodnik   | Konkurencja                | Czas       | Pozycja |
| ---------- | -------------------------- | ---------- | ------- |
| Dan Craven | wyścig ze startu wspólnego | DNF        | DNF     |
| Dan Craven | jazda indywidualna na czas | 1:27:47,93 | 35.     |

Kobiety
| Zawodniczka | Konkurencja                | Czas | Pozycja |
| ----------- | -------------------------- | ---- | ------- |
| Vera Adrian | wyścig ze startu wspólnego | DNF  | DNF     |

### Lekkoatletyka

#### Kobiety
Konkurencje biegowe
| Konkurencja | Zawodniczka      | Runda 1  | Runda 1 | Runda 2  | Runda 2 | Półfinał | Półfinał | Finał    | Finał   |
| Konkurencja | Zawodniczka      | Rezultat | Pozycja | Rezultat | Pozycja | Rezultat | Pozycja  | Rezultat | Pozycja |
| ----------- | ---------------- | -------- | ------- | -------- | ------- | -------- | -------- | -------- | ------- |
| Maraton     | Alina Armas      | —        | —       | —        | —       | —        | —        | 2:44:20  | 75.     |
| Maraton     | Helalia Johannes | —        | —       | —        | —       | —        | —        | 2:39:55  | 56.     |
| Maraton     | Beata Naigambo   | —        | —       | —        | —       | —        | —        | 2:36:32  | 41.     |

#### Mężczyźni
Konkurencje biegowe
| Konkurencja | Zawodnik                   | Runda 1  | Runda 1 | Runda 2  | Runda 2 | Półfinał | Półfinał | Finał    | Finał   |
| Konkurencja | Zawodnik                   | Rezultat | Pozycja | Rezultat | Pozycja | Rezultat | Pozycja  | Rezultat | Pozycja |
| ----------- | -------------------------- | -------- | ------- | -------- | ------- | -------- | -------- | -------- | ------- |
| Maraton     | Mynhardt Mbeumuna Kawanivi | —        | —       | —        | —       | —        | —        | 2:20:45  | 70.     |

### Strzelectwo
| Zawodnik    | Konkurencja    | Kwalifikacje | Kwalifikacje | Półfinał | Półfinał | Finał | Finał   |
| Zawodnik    | Konkurencja    | Wynik        | Pozycja      | Wynik    | Pozycja  | Wynik | Pozycja |
| ----------- | -------------- | ------------ | ------------ | -------- | -------- | ----- | ------- |
| Gaby Ahrens | trap (kobiety) | 66           | 9.           | NQ       | NQ       | NQ    | NQ      |